# 大統領棋
大統領棋（韓語：대통령 고누），是韓國的兩人傳統棋類，類似鬥獸棋具階級吃子規則，但無法吃同等級的敵棋。

## 棋具
- 五條縱橫線交叉，其中兩底邊中心點再往外延伸一格遠，與旁路兩點連成一小三角形，然後往外繼續延伸一格遠與底邊點連成一大三角形，共二十九個棋點。

- 棋子有四種：大統領（대통령）、副統領（부통령）、書記（서기）、卒（졸）。除卒每方四枚外，其餘每方一枚。

## 規則
- 初始佈置是大統領置於每方大三角形頂點；副統領在小三角形頂點；書記在底邊中心；卒在底邊其餘四點。

- 雙方必須輪流移動一己子，沿線一格至空鄰點、或等級小的敵棋處，並將該敵棋移除棋盤。
  - 階級吃子：大統領 〉副統領 〉書記 〉卒。
  - 卒能吃大統領，反之不行。

- 佔領敵方大統領的初始位置獲勝[3][4]。

## 外部連結
- 棋具圖片
- 朝鮮傳統遊戲（页面存档备份，存于）